# Tasiusaq (Avannaata)
Tasiusaq (zastarale Tasiussaq) je osada v kraji Avannaata, na stejnojmenném ostrově v Upernavickém souostroví v Grónsku. V roce 2017 tu žilo 266 obyvatel, takže je to šestá největší osada kraje Avannaata a třiadvacáté největší město Grónska. Je to také druhá největší osada, které se nezobrazuje na mapách Google (po Kuummiitu). Název osady znamená "(osada, která) vypadá jako jezero".

## Počet obyvatel
Tasiusaq je (spolu s Nutaarmiutem) jediné město se stabilním počtem obyvatel.